# أوفرتون جيمس
أوفرتون جيمس (بالإنجليزية: Overton James)‏ هو مدرس أمريكي، ولد في 21 يوليو 1925 في بروميد في الولايات المتحدة، وتوفي في 16 سبتمبر 2015.